# Gierloff-Nunatakker
Die Gierloff-Nunatakker sind eine Gruppe von Nunatakkern im westantarktischen Marie-Byrd-Land. An der Nordflanke der Wisconsin Range in den Horlick Mountains ragen sie 13 km nordwestlich des Lentz Buttress auf.
Der United States Geological Survey kartierte sie anhand eigener Vermessungen und Luftaufnahmen der United States Navy aus den Jahren von 1960 bis 1964. Das Advisory Committee on Antarctic Names benannte sie 1967 nach George Bernhard Gierloff (1934–2008) von den Seabees, Bauarbeiter der Überwinterungsmannschaften auf der Byrd-Station im Jahr 1961.